# Расова (комуна)
Расова (рум. Rasova) — комуна у повіті Констанца в Румунії. До складу комуни входять такі села (дані про населення за 2002 рік):
- Кокірлень (1285 осіб)
- Расова (2673 особи) — адміністративний центр комуни

Комуна розташована на відстані 147 км на схід від Бухареста, 56 км на захід від Констанци, 131 км на південь від Галаца.

## Населення
За даними перепису населення 2002 року у комуні проживали 3958 осіб.
Національний склад населення комуни:
| Національність | Кількість осіб | Відсоток |
| -------------- | -------------- | -------- |
| румуни         | 3955           | 99,9%    |
| угорці         | 2              | 0,1%     |
| татари         | 1              | < 0,1%   |

Рідною мовою назвали:
| Мова      | Кількість осіб | Відсоток |
| --------- | -------------- | -------- |
| румунська | 3955           | 99,9%    |
| угорська  | 2              | 0,1%     |
| татарська | 1              | < 0,1%   |

Склад населення комуни за віросповіданням:
| Релігія        | Кількість осіб | Відсоток |
| -------------- | -------------- | -------- |
| православні    | 3946           | 99,7%    |
| п'ятдесятники  | 7              | 0,2%     |
| греко-католики | 3              | 0,1%     |
| римо-католики  | 1              | < 0,1%   |
| мусульмани     | 1              | < 0,1%   |